# Mautodontha parvidens
Mautodontha parvidens је пуж из реда Stylommatophora и фамилије Charopidae. 

## Угроженост
Ова врста је изумрла, што значи да нису познати живи примерци.

## Распрострањеност
Пре изумирања, француска Полинезија.

## Станиште
Врста Mautodontha parvidens је имала станиште на копну.